# Max Live 2008
Max Live 2008 è il primo album dal vivo di Max Pezzali, pubblicato il 23 maggio 2008 dalla Warner Music Italy.

## Il disco
Registrato durante i concerti tenuti a Milano, Genova, Roma e Treviso, contiene i più grandi successi degli 883 e del  cantante da solista (tratti dai suoi primi due album in studio), riproposti dal vivo, inclusi i due inediti Mezzo pieno o mezzo vuoto e Ritornerò.

## Tracce
CD
1. Mezzo pieno o mezzo vuoto – 3:38
2. Ritornerò – 3:53
3. La regina del celebrità (Live) – 4:19
4. Lo strano percorso (Live) – 4:08
5. Nessun rimpianto (Live) – 4:41
6. Gli anni (Live) – 3:52
7. Eccoti (Live) – 4:04
8. La regola dell'amico (Live) – 4:11
9. Come mai (Live) – 4:32
10. Sei fantastica (Live) – 3:56
11. La dura legge del gol (Live) – 4:38
12. Torno subito (Live) – 4:01
13. Hanno ucciso l'Uomo Ragno (Live) – 3:30
14. Tieni il tempo (Live) – 2:33
15. Nord sud ovest est (Live) – 2:59
16. Nient'altro che noi (Live) – 4:00
17. Il mondo insieme a te (Live) – 3:59
18. Sei un mito (Live) – 5:10
19. Quello che capita (Live) – 5:27

DVD, download digitale
1. Mezzo pieno o mezzo vuoto – 3:38
2. Ritornerò – 3:53
3. La strada (Live) – 2:20
4. La regina del celebrità (Live) – 4:19
5. Lo strano percorso (Live) – 4:08
6. Nessun rimpianto (Live) – 4:41
7. Gli anni (Live) – 3:52
8. Eccoti (Live) – 4:04
9. La regola dell'amico (Live) – 4:11
10. Come mai (Live) – 4:32
11. Sei fantastica (Live) – 3:56
12. La dura legge del gol (Live) – 4:38
13. Torno subito (Live) – 4:01
14. Hanno ucciso l'Uomo Ragno (Live) – 3:30
15. Tieni il tempo (Live) – 2:33
16. Nord sud ovest est (Live) – 2:59
17. Nient'altro che noi (Live) – 4:00
18. Il mondo insieme a te (Live) – 3:59
19. I filosofi (Live) – 4:00
20. Con un deca (Live) – 4:38
21. Sei un mito (Live) – 5:09
22. Quello che capita (Live) – 5:27

## Formazione
- Max Pezzali – voce
- Luca Colombo – chitarra
- Chicco Gussoni – chitarra
- Franco Cristaldi – basso
- Marco Forni – sintetizzatore, programmazione
- Ernesto Ghezzi – tastiera
- Elio Rivagli – batteria
- Lidia Schillaci – cori
- Francesco Tartarini – cori

## Classifiche
| Classifica (2008) | Posizione massima |
| ----------------- | ----------------- |
| Italia            | 5                 |

### Classifiche di fine anno
| Classifica (2008) | Posizione |
| ----------------- | --------- |
| Italia            | 52        |